# Vismara (famiglia)

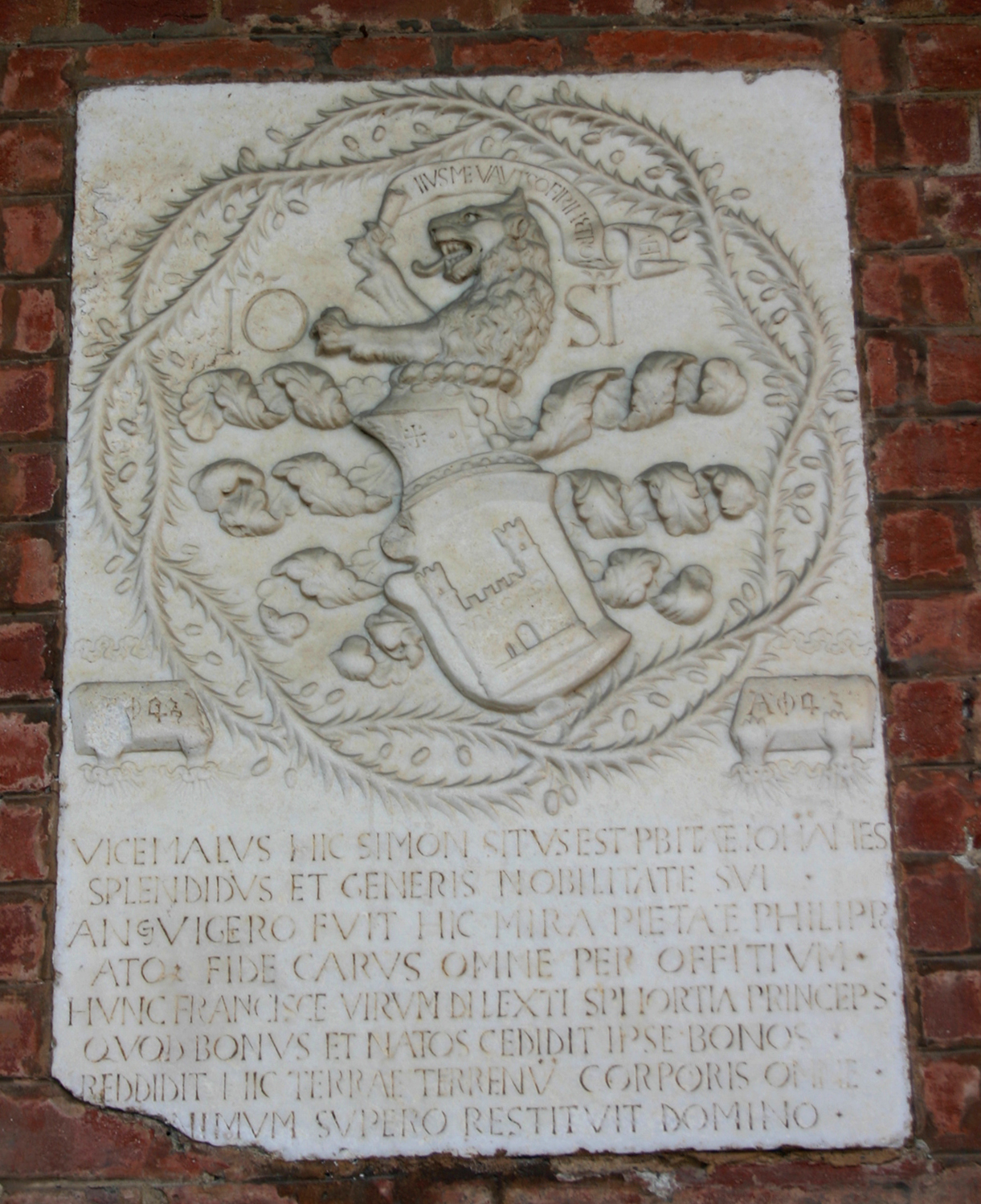
Presente nella Basilica di Sant'Ambrogio in Milano, lo stemma rappresenta: "un leone rampante sorreggente una pergamena insieme a svolazzi, un elmo a becco di passero e uno scudo a tacca inclinato con il castello".

I Vismara sono un'antica famiglia nobiliare Lombarda patrizia di Milano. 
Le origini di questa famiglia risalgono già nell'XI secolo.

## Storia

Casa di Gian Rodolfo Vismara a Legnano

Le prime notizie che si riferiscono a questa famiglia appaiono nell'XI secolo su alcuni documenti conservati nell'archivio storico del comune di Milano.
I Vismara furono possidenti di cospicue proprietà di beni e di terreni soprattutto nell’alto milanese -varesotto nell'area compresa tra Legnano, Desio, Arcore, Castellanza, Busto Arsizio e Somma Lombardo.
Di proprietà di Pietro Vismara era il mulino ad acqua sul fiume Olona a cui è collegato il più antico documento che tratta di questo tipo di edifici; tale testimonianza scritta, in particolare, risale al 1043. 
Questo impianto molinatorio si trovava tra Castegnate e la località Gabinella a Legnano.

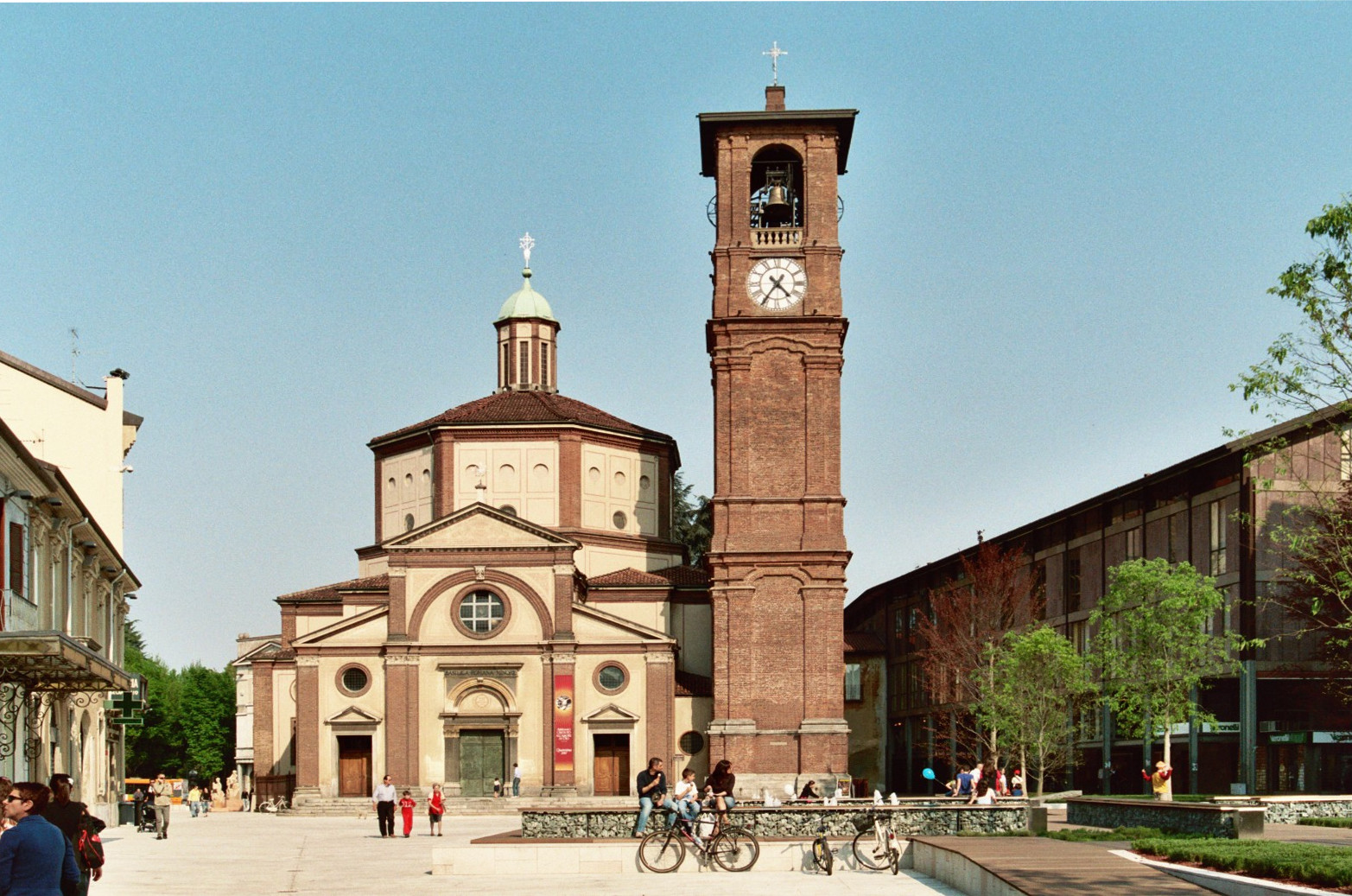
Basilica e piazza di San Magno a Legnano

La famiglia è presente nell'elenco della nobiltà di Milano: la Matricula Nobilium di Ottone Visconti, datata al 20 aprile 1277.
Nel secondo decennio del XIV secolo la famiglia Vismara iniziò ad avere diritto a riscuotere la decima. Altri documenti notarili di questo secolo testimoniano come la famiglia possedesse terreni, boschi, prati, vigne, cascine, mulini ed edifici signorili. 
Queste testimonianze scritte comprovano anche atti di compravendita di immobili, oltre che un'intensa attività creditizia.
Furono sia Conti di Maccastorna, detto anche Castelvismara, che Conti delle Tre Valli.
Nel XV secolo la famiglia Vismara iniziò a crescere d'importanza anche da un punto di vista politico: suoi membri cominciarono a ricoprire incarichi nella corte ducale di Milano, sia viscontea che sforzesca, e nelle più importanti magistrature cittadine. Ad esempio, nell'elenco delle famiglie benemerite di Milano che venne compilato in occasione del giuramento del neo duca Galeazzo Maria Sforza, compaiono anche i Vismara. 
Da questo momento in poi, i Vismara iniziarono a imparentarsi con i membri delle famiglie nobiliari più importanti milanesi che gravitavano intorno alla corte ducale.
Degno di nota fu Gian Giacomo Vismara, podestà di Busto Arsizio nel 1447 e successivamente  di Bormio, Cavaliere Aulico e Consigliere Segreto del Duca di Milano.
I Vismara ebbero cospicui interessi anche a Legnano, dove rivestirono un ruolo di primo piano per l'edificazione della basilica di San Magno, che fu realizzata anche grazie a una loro cospicua elargizione di fondi. 
Nel borgo legnanese possedevano anche la casa di Gian Rodolfo Vismara, dimora gentilizia risalente al XV secolo che venne demolita tra il 1934 e il 1936.
La famiglia godette di giuspatronato sulla chiesa della Beata Vergine ad Arcore, pieve di Vimercate. A tale proposito, scrive Luisa Dodi:
…A differenza delle chiese minori fin qui considerate, tutte situate in località abbastanza lontane dal centro di Arcore, l'oratorio dedicato alla Beata Vergine Immacolata, fatto costruire nel 1739 dal canonico ordinario Antonio Vismara (canonico ordinario penitenziere del Duomo di Milano; Conte delle tre Valli) si trovava nelle immediate vicinanze della chiesa di Sant'Eustorgio. La cappella era attigua alla casa dei Vismara, famiglia rilevante della Arcore del Settecento. Naturalmente i Vismara esercitavano sull'oratorio il diritto di patronato. 
Per parecchi decenni la cappella, dove si celebrava una messa settimanale, fu aperta anche alla popolazione.

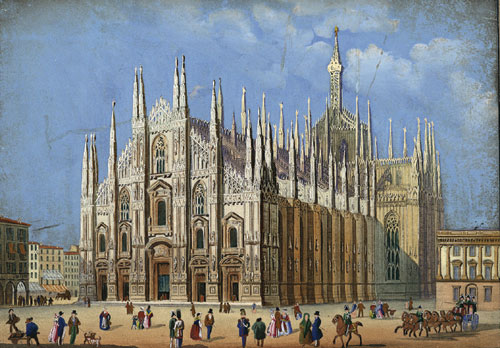
Milano, città culla della famiglia Vismara

L'oratorio appare quindi fondato dal canonico Giovanni Antonio Vismara, ma, dagli atti della visita pastorale del 1756, apprendiamo che il diritto di patronato fosse esercitato dalla sua famiglia: de Jure Patronatus R.mi D.ni Joannis – Antonij Vismare, eiusque Familie.
Vi sono tutt'oggi fiorenti famiglie Vismara, che non hanno alcuna correlazione con il ceppo storico nobiliare qui trattato.

## Personaggi
- Giacomo Vismara (XIV secolo), mercante operante a livello internazionale.
- Gian Simone Vismara (XV secolo), fu vis clarus, capitano di Angera e del Lago Maggiore e podestà di Novara e di Como. Sua lapide in Sant'Ambrogio Milano.
- Gian Giacomo Vismara (XV secolo), figlio del precedente, fu podestà di Busto Arsizio, in Val Chiavenna e Bormio, capitano del divieto a Parma, governatore della corte della duchessa di Milano Beatrice d'Este, nonché membro del consiglio segreto del Duca. Sua lapide in Sant'Ambrogio a Milano.
- Giacomo Vismara (Legnano 1581), delegato alla sanità di Bobbio.
- Gaspare Vismara (Milano 1588),-  Personaggio che non ha alcuna correlazione con il ceppo storico nobiliare qui trattato - scultore per il Duomo di Milano. Le prime opere che realizzò furono il Profeta Osea e S. Onorato, per il fianco settentrionale, e S. Lazzaro, per uno dei piloni interni (n. 41: cfr. Bossaglia, 1973, p. 173), quest’ultimo su modello di Andrea Biffi. Nel 1612 iniziò la statua di S. Pietro e nel 1613 quella di S. Paolo, poste l’una di fronte all’altra negli stipiti interni della porta maggiore (Gavazzi, 1993, p. 3985). In particolare la statua di S. Paolo fu molto apprezzata dalla fabbrica, e Gaspare ricevette un pagamento supplementare perché la figura risultò «lavorata con maggior diligenza. Moltissime altre furono le sue opere. Si ricorda, inoltre, che tra gli anni Trenta e Quaranta Gaspare fu attivo, insieme ad altri, nel completamento del registro inferiore della facciata del duomo; nel 1639 gli furono commissionati i modelli, da realizzarsi in cera nera e bianca, con fiori, frutti e animali per le «pilastrate» della porta maggiore (Annali, 1883, V, p. 187), e tra il 1643 e il 1645 scolpì il rilievo con Agar nel deserto per la finestra del primo registro più a settentrione. Negli ultimi anni di vita Gaspare prese parte alla messa in opera degli apparati effimeri per l’arrivo a Milano di Marianna d’Austria, prossima regina di Spagna, nel 1649, per i quali plasmò in stucco un S. Ambrogio assiso e tre figure stanti (p. 227). Tra il 1650 e il 1651, anno della morte, ultimò un S. Vincenzo e iniziò un S. Andrea che fu saldato, per le parti già eseguite, alla moglie Maddalena.
- Giuseppe Vismara (Milano, XVI secolo), -  Personaggio che non ha alcuna correlazione con il ceppo storico nobiliare qui trattato - scultore. Realizzò il celebre busto del Cardinale Alfonso Litta, già Arcivescovo di Milano.Scultura raffigurante il Busto del Cardinale Alfonso Litta, realizzata da Giuseppe Vismara

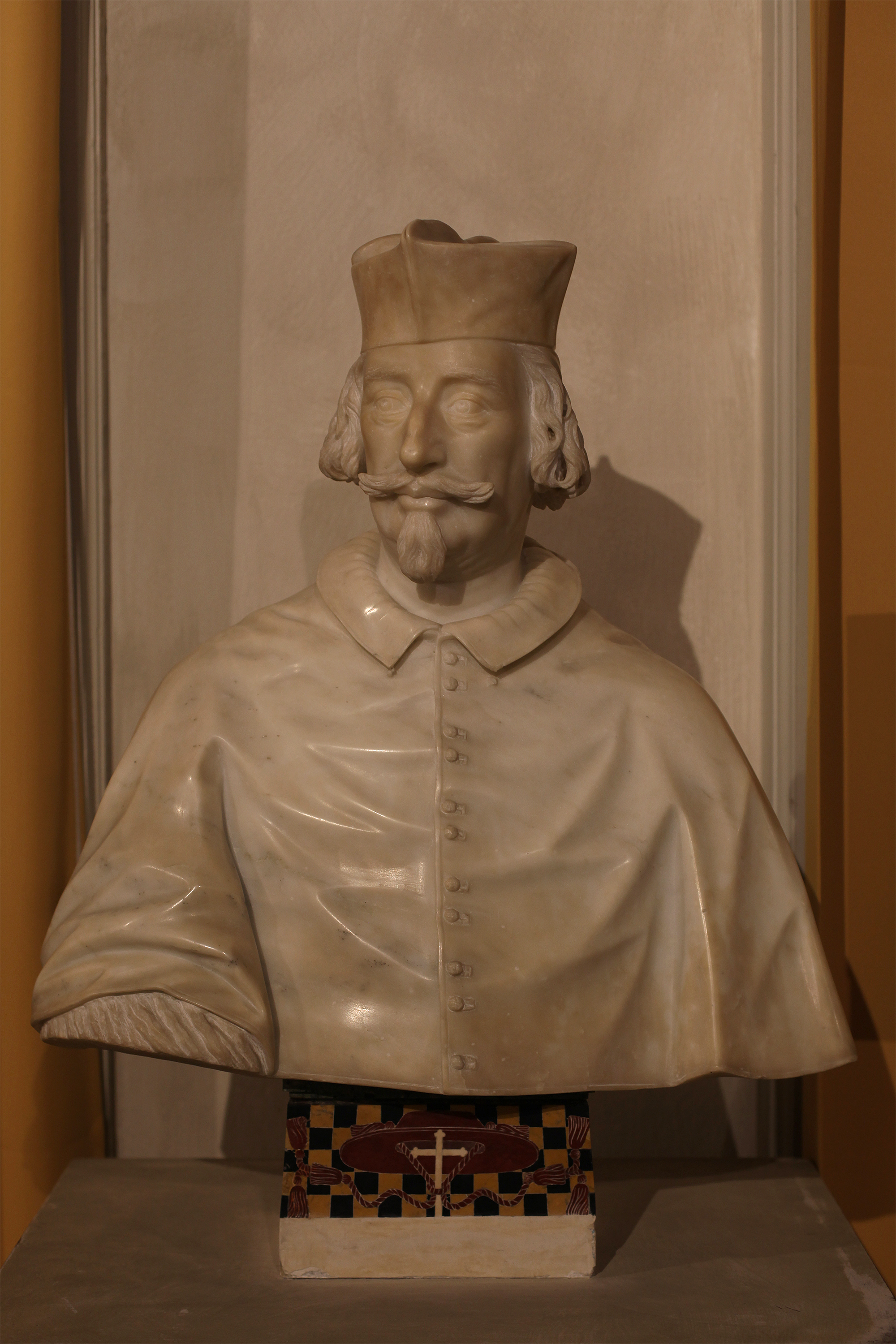
Scultura raffigurante il Busto del Cardinale Alfonso Litta, realizzata da Giuseppe Vismara

- Messer Bartolomeo Vismara (Milano 1610) Priore della Confraternita del Santissimo Sacramento eretta in Arcore nella metà del 1600.
- Giovanni Antonio Vismara (Arcore 10 novembre 1682 - 1 marzo 1768) nipote del precedente, canonico ordinario penitenziere del Duomo di Milano;  Conte delle tre Valli.
- Filippo Vismara, Deputato all’Estimo di Arcore (1766).
- Antonio Benedetto Domenico Vismara (Arcore 14 giugno 1767) figlio di Filippo Vismara e Paola Cantù. Sposò a Milano, nella parrocchia di Santa Maria del Giardino il 10 aprile 1793, Anna Maria Peregalli. Antonio Vismara visse la fine dell’ancien régime, il periodo napoleonico e la restaurazione. In 40 anni di grandi mutamenti sociali, economici e culturali, riuscì con grande pragmatismo a mantenere una buona stabilità per la propria famiglia. A testimonianza delle sue varie operazioni finanziarie restano vari atti, tra cui uno datato 26 maggio 1804 a mezzo del quale Antonio Vismara acquistò la totalità dei fondi di Somma Lombardo posseduti dal conte Carlo Ercole di Castelbarco: i beni, stimati per un valore di 701.000 lire, erano stati venduti all’asta per ripianare numerosi debiti maturati dal conte Castelbarco, che di Somma era cofeudatario. Vismara se li aggiudicò, per sé e per i suoi soci in affari, che erano: Luigi Porro Lambertenghi, Carlo Maria Melzi, Giovanni Battista Peruzzotti e Giuseppe Scipione Castelbarco (fratello del venditore). Lo stesso Vismara, secondo l’atto notarile, diveniva l’amministratore dei fondi acquistati; nel testo si riporta come “affidati gli interessati alla conosciuta attività, zelo, e probità del medesimo Vismara”. Negli ultimi anni di vita era stato tutore e agente generale di Cristina Trivulzio, che nel 1812 era rimasta orfana del padre Gerolamo, dei marchesi di Sesto Ulteriano.
- Conte Don Antonio Edoardo Vismara (1825 - 1889), notaio in Milano in via Pantano 17.
- Antonio Vismara (Milano 1831 - 1903), cugino del precedente Antonio notaio, giurista e scrittore: Storia della dinastia di Savoja narrata al popolo ed all'esercito (1872); Storia delle 5 gloriose giornate di Milano nel 1848 (1873); Bibliografia manzoniana (1875); Materiali per una bibliografia del generale Giuseppe Garibaldi (1889).